# ギャビン・フィッシャー
ギャビン・フィッシャー（Gavin Fisher、1964年8月30日 - ）は、カーレースエンジニアで、F1のウィリアムズチームの元チーフデザイナーである。

## 経歴
ロンドン市内北部のハローウ・ロンドン特別区出身。航空力学の研究で知られたハットフィールド工業学校で機械工学を学び、首席で卒業し、卒業後3年ほどの期間、設計コンサルタントの事務所で働いた。
1988年当時、ウイリアムズの技術部門では、チーフエンジニアのジェームス・ロビンソン、あるいはエンリケ・スカラブローニといった主力メンバーが相次いで離脱したため、積極的なリクルート活動を行っており、この機に技術部門の刷新をはかったパトリック・ヘッドの案により、モータースポーツ以外の分野からの人材を広く求めていた。
こうした経緯から、フィッシャーはウィリアムズに採用され、1989年からエンジニアの一人としてウィリアムズの設計部門で働き始めた。フィッシャーの加入からしばらくして、エイドリアン・ニューウェイが同チームのチーフデザイナーとして移籍してきたため、長い期間、ニューウェイの下で働いた。
徐々に昇進し、1997年にニューウェイが離脱したのに伴い、チーフデザイナーに就任した。
その後の同チームは優れたパフォーマンスを示すこともしばしばあったが、ニューウェイ時代ほどの黄金期を再現するにはいたらず、シーズンで数勝するのが精一杯という状況に陥った。チームの技術部門の再編もたびたび行われ、長年テクニカルディレクターとして同チームの技術部門を統括していたパトリック・ヘッドがその地位をサム・マイケルに譲るなど、大きな動揺を見せた。
フィッシャー自身は、2004年の末にバイク事故により重傷を負い、2005年シーズンの開幕までにはなんとか回復しチームへの復帰こそ果たしたものの、同年8月に半ば成績不振の詰め腹を切らされる形で更迭され、B・A・Rチームから引き抜かれたエンジニア、ヨルグ・ザンダーにチーフデザイナーの座を明け渡すこととなった。